# Девети конгрес СК Србије
Десети конгрес Савеза комуниста Србије одржан је од 27. до 29. маја 1982. у дворани Сава центра у Београду. Конгресу је присуствовало 1.260 делегата.
Последњег дана рада Конгрес је изабрао Централни комитет од 157 чланова, Статутарну комисију од 31 и Надзорну комисију од 17 чланова. Изабрано је и  19 чланова Централног комитета СК Југославије. За председника Централног комитета изабран је Душан Чкребић, а за секретара Председништва ЦК СКС Радиша Гачић.

## Централни комитет
Чланови Централног комитета Савеза комуниста Србије изабрани на Деветом конгресу СК Србије 29. маја 1982. године:
1. Јон Ардељан
2. Миломир Арсенијевић
3. Агај Асеме
4. Светлана Аћимов
5. Радмила Бајић
6. Момчило Баљак
7. Исмаил Бериша
8. Милорад Бисић
9. Нада Благојевић
10. Асим Бљута
11. Светислав Божић
12. Радош Бојовић
13. Ђуро Брдар
14. Миленко Брзак
15. Јелица Брља
16. Ратко Бутулија
17. Момчило Вићентијевић
18. Милојко Вјештица
19. Милица Владић
20. Радмила Војиновић
21. Катица Врабел
22. Вељко Вранеш
23. Јосип Вујковић
24. Милан Вукос
25. Милан Гавриловић
26. Љубивоје Гајић
27. Шпиро Галовић
28. Радиша Гачић
29. Неби Гаши
30. Александар Когић
31. Олга Грубиша
32. Антун Дајч
33. Јован Дејановић
34. Јован Деретић
35. Предраг Димитријевић
36. Крцун Драговић
37. Драгољуб Драгошан
38. Душанка Дукић
39. Али Ђаколи
40. Богољуб Ђорђевић
41. Радица Ђурић
42. Радован Ђуричић
43. Карољ Евбељи
44. Ленка Ећим
45. Петар Живадиновић
46. Светомир Жикић
47. Марија Звекић Мишколци
48. Мирослав Здравковић
49. Деса Ивковић
50. Бранислав Иконић
51. Рајко Илић
52. Зећир Имами
53. Весна Јањић
54. Даут Јашаница
55. Десимир Јефтић
56. Предраг Јеремић
57. Неранџа Јованов
58. Александар Јовановић
59. Немања Јовановић
60. Никола Јовановић
61. Милорад Јовичић
62. Јарослав Кобар
63. Арса Ковачевић
64. Света Ковачевић
65. Јанош Конц
66. Мила Коругић
67. Милан Косановић
68. Борис Констандинов
69. Милија Костић
70. Петар Костић
71. Душан Коцељевац
72. Стеван Крстић
73. Павле Крнетић
74. Јован Лазаревић
75. Јован Лакичевић
76. Светомир Лаловић
77. Љубисав Лилић
78. Вукашин Лончар
79. Никола Љубичић
80. Марија Маричић
81. Драган Марковић
82. Лидија Марковић
83. Зоран Матковић
84. Назми Микуловци
85. Иван Миланков
86. Милан Миленковић
87. Љубица Милетић
88. Милоје Миловановић
89. Милутин Милошевић
90. Слободан Милошевић
91. Слободанка Милошевић
92. Бранко Мирковић
93. Александар Митровић
94. Жарко Митровић
95. Драгољуб Михајловић
96. Живорад Мишић
97. Томислав Младеновић
98. Вилмош Молнар
99. Милован Недељковић
100. Божана Нешић
101. Винка Нешић
102. Милорад Николић
103. Срећко Николић
104. Борислав Одаџић
105. Маријана Пајванчић
106. Александар Пајевић
107. Радован Пантовић
108. Владимир Пауновић
109. Јанко Пејгновић
110. Миленко Петровић
111. Бранко Пешић
112. Милева Планојевић
113. Мирко Поповић
114. Светислав Поповић
115. Салих Приштевац
116. Милан Радић
117. Славица Радић
118. Миодраг Радовановић
119. Жика Радојловић
120. Богдан Радојчић
121. Драгољуб Радојчић
122. Слободан Радоман
123. Раде Ракоњац
124. Надежда Ристић
125. Милка Родић
126. Миладин Рудњанин
127. Драгослава Сабљић
128. Синан Сахити
129. Живан Свирчевић
130. Асланц Скендери
131. Даница Симоновић
132. Зоран Соколовић
133. Иван Стамболић
134. Марица Стаменковић
135. Божидар Станковић
136. Невена Станојевић
137. Радисав Станојевић
138. Радоје Стефановић
139. Светислав Стојаков
140. Стана Стојиљковић
141. Славка Стојчић
142. Рајко Танасковић
143. Драган Томић
144. Верица Трајковић
145. Богдан Трифуновић
146. Касим Ћена
147. Војин Филиповић
148. Новица Филиповић
149. Синан Хасани
150. Халил Хаџимуртезић
151. Радивој Цветичанин
152. Јакуп Иуцала
153. Предраг Цуцкић
154. Душан Чкребић
155. Никола Шаиновић
156. Јожеф Шеетало
157. Драгољуб Шишић

## Председништво ЦК
Чланови Председништва Централног комитета Савеза комуниста Србије изабрани на првој седници Централног комитета одржаној 29. маја 1982. године:
1. Душан Чкребић, председник ЦК СКС
2. Радиша Гачић, секретар Председништва
3. Момчило Баљак
4. Момчило Вићентијевић
5. Шпиро Галовић
6. Јован Деретић
7. Марко Ђуричић
8. Петар Костић
9. Вукашин Лончар
10. Никола Љубичић
11. Слободан Милошевић
12. Назми Микуловција
13. Живорад Мишић
14. Борислав Одаџић
15. Жика Радојловић
16. Иван Стамболић
17. Богдан Трифуновић
18. Синан Хасани